# گل‌گهر گیره‌برگ
گل‌گهر گیره‌برگ (نام علمی: Caulanthus amplexicaulis) نام یک گونه از خانواده شب‌بویان است.